# Leandro Costa Miranda Moraes
Leandro Costa Miranda Moraes (Uberlândia, 18 juli 1983), ook wel kortweg Leandrão genoemd, is een Braziliaans voetballer.